# Liga MX
A Liga MX, também conhecida como Liga BBVA Bancomer MX por motivos de patrocínio, é a liga profissional de futebol masculino entre clubes do México, sendo a primeira divisão futebolística do país. Criada em 1943, teve um número variado de equipes participantes ao longo de sua história, e desde temporada de 2019–20 é disputada por 19 times. Possui um sistema de promoção e rebaixamento com a Ascenso MX (segunda divisão). Os times disputam dois torneios por ano, chamados Clausura (Encerramento) e Apertura (Abertura), nesta ordem. Anteriormente, ambos eram conhecidos como torneio de Verão e de Inverno, respectivamente.
A liga é considerada a mais forte da América do Norte, e entre as mais fortes de toda a América Latina. De acordo com a Federação Internacional de História e Estatísticas do Futebol (IFFHS), a liga atualmente ocupa o 11º lugar mundial e foi classificada como a 10ª liga mais forte na primeira década do século XXI (2001–2010).
O Club América é o mais vitorioso da competição com 16 títulos, seguido pelo C.D. Guadalajara com 12 títulos, o Toluca com 11, Cruz Azul com 9, León e Tigres com 8 e Pumas e Pachuca com 7 títulos.

## Formato

### Temporada regular
A Liga MX utiliza uma tabela única de 18 equipes que jogam dois torneios anuais (Apertura e Clausura), resultando em dois campeões por temporada. A temporada começa com o torneio apertura (torneio de abertura - que decorre de julho a dezembro) seguido do clausura (encerramento - que decorre de janeiro a maio). Este formato coincide com outros calendários latino-americanos e corresponde ao calendário mundial de futebol da FIFA, que "abre" em julho/agosto e "fecha" em abril/maio do ano seguinte. As 12 melhores equipes avançam para a liguilha de cada torneio, com as 4 primeiras equipes da tabela no final da fase regular do torneio a qualificarem-se diretamente para a liguilla e as 8 equipes seguintes qualificam-se para a ronda de repescagem que determina as próximas 4 vagas na liguilla. Se uma equipe estiver em último lugar na tabela de despromoção da liga (ver abaixo), essa equipe é substituída pela equipe que terminou em 13º lugar no torneio.
De 1996 a 2002, a liga seguiu um calendário de dois torneios, com torneios de invierno (inverno) e verano (verão), mas de 2002 a 2011 as 18 equipes foram divididas em três grupos de seis, com as duas melhores equipes de cada grupo e as duas melhores equipes do terceiro lugar qualificam-se para a liguilla. As equipes jogavam no mesmo grupo em cada torneio. A fase de qualificação do torneio durou 17 semanas, com todas as equipes jogando entre si uma vez por torneio, numa série de jogos em casa e fora durante os dois torneios.

### Eliminatórias (liguilla)
A liguilla (liga pequena) é a fase de eliminatórias do torneio. Esta fase começa com a rodada de classificação, com as equipes classificadas entre 5 e 12 jogando um jogo único com o mando da equipe mais bem classificada, sendo o vencedor decidido durante a noite. Após esta fase, as quatro equipes que ganharam na rodada avançam para os quartas de final contra as quatro equipes que ficaram de fora, avançando o vencedor em termos de pontuação agregada. A equipe campeã recebe o troféu da primeira divisão e o segundo classificado recebe uma versão miniatura do troféu. O nascimento de La liguilla em 1970 modernizou a liga, apesar das divergências entre os tradicionalistas e os modernistas. Os clubes que estavam à beira da falência passaram a ter melhores condições para competir e gerar lucros.

### Rebaixamento
Originalmente, no final de uma temporada, após os torneios Apertura e Clausura, uma equipe era rebaixada para a divisão inferior seguinte, a Liga de Ascenso, e uma equipe dessa divisão é promovida e ocupava o lugar deixado em aberto pela equipe despromovida. Depois foi mudada a regra, e foi determinado que a equipe despromovida é determinada através do cálculo do rácio de pontos por jogo de cada equipe, tendo em conta todos os jogos disputados pela equipe durante as últimas três temporadas (seis torneios). A equipe com o rácio mais baixo era rebaixada; se a equipe que está em último lugar na tabela de rebaixamento estiver entre as 12 equipes que se qualificam para a Liguilla no final do torneio Clausura, a 13ª classificada qualifica-se para a Liguilla. Para as equipes recém-promovidas, apenas são considerados os jogos disputados desde a sua promoção (dois ou quatro torneios). A equipe promovida da Ascenso MX é a vencedora de um mata-mata entre os campeões dos torneios Apertura e Clausura dessa divisão. Se uma equipe for campeã em ambos os torneios, é automaticamente promovida.
A partir da temporada 2018-19, apenas seis equipes cumpriram todos os requisitos para serem promovidas à Liga MX, sendo essas equipes Atlético de San Luis, Atlante, Celaya, Juárez, Dorados de Sinaloa e Leones Negros UdeG.
Em 16 de abril de 2020, o Ascenso MX, a 2ª divisão do sistema da liga mexicana de futebol, foi dobrado devido à Pandemia de COVID-19 bem como a falta de recursos financeiros. O presidente da Liga MX, Enrique Bonilla, anunciou mais tarde, durante uma reunião em vídeo com os proprietários dos clubes da liga, que a promoção e o rebaixamento seriam suspensos durante seis anos. Durante a suspensão, o Ascenso MX foi substituído pela Liga de Expansión MX, embora nenhum clube dessa liga seja promovido à Liga MX, nem qualquer equipe da Liga MX com mau desempenho seja despromovida da Liga MX por enquanto.

### Torneios internacionais
A Primera División Mexicana tinha o privilégio de ser a única liga do mundo, a ter clubes a disputar em duas confederações distintas: a CONCACAF, a qual pertence, e a CONMEBOL da América do Sul, onde participa de torneios desde 1998. Contudo,  com a nova regra da CONMEBOL para a Libertadores 2017, a Liga MX decidiu não participar com seus clubes, visto que a Taça Libertadores da América de 2017 será disputada em 2 semestres.
Todos os anos, quatro equipes da Liga MX qualificam-se para a Liga dos Campeões da CONCACAF, a principal competição de clubes da América do Norte. Geralmente, os campeões do Apertura e do Clausura e os vice-campeões do Apertura e do Clausura se classificam e são colocados no Pote 3. No caso de uma ou mais equipes chegarem às finais de ambos os torneios, a Liga MX implementou uma fórmula para garantir que duas equipes que se qualificam através do Apertura e duas equipes que se qualificam através do Clausura:
- Se as mesmas duas equipes se classificarem para as finais de ambos os torneios, essas duas equipes irão se classificar juntamente com os não-finalistas com o melhor registo tanto no Apertura como no Clausura.
- Se a mesma equipe vencer o Apertura e o Clausura (enfrentando duas equipes diferentes nas finais de cada torneio), a vaga reservada ao campeão do Clausura passa para o segundo classificado do Clausura e a vaga reservada ao segundo classificado do Clausura passa para os não finalistas com o melhor registo na classificação da fase regular do Apertura e do Clausura somados. Esta situação ocorreu mais recentemente na temporada 2021-22 (Liga dos Campeões da CONCACAF de 2023), quando o Atlas (campeão do Apertura 2021 e do Clausura 2022) e o Pachuca (vice-campeão do Clausura 2022) foram colocados no Pote A, enquanto o León (vice-campeão do Apertura 2021) e o Tigres UANL (não finalista com o melhor registo na classificação geral) foram colocados no Pote B (na altura, os campeões e os vice-campeões eram colocados em potes diferentes).
- Se os vice-campeões do Apertura vencerem o Clausura (enfrentando duas equipes diferentes nas finais de cada torneio), a vaga reservada aos vice-campeões do Apertura é passada para os não finalistas com o melhor registo na classificação da fase regular do Apertura e Clausura somados.
- Se os campeões do Apertura forem vice-campeões do Clausura (enfrentando duas equipas diferentes nas finais de cada torneio), a vaga reservada aos vice-campeões do Clausura passa para os não-finalistas com o melhor registo no Clausura. Isto não acontece desde que a Liga MX começou a utilizar este procedimento de qualificação.

## Equipes atuais (2023–24)
| Clube                | Estreia na Liga MX | Atualmente desde | Temporadas consecutivas | Total de temporadas | Títulos | Localização                      | Estádio                | Capacidade                |
| -------------------- | ------------------ | ---------------- | ----------------------- | ------------------- | ------- | -------------------------------- | ---------------------- | ------------------------- |
| Atlas                | 1943-44            | 1979-80          | 71                      | 105                 | 3       | Guadalajara, Jalisco             | Jalisco                | 56.713                    |
| Atlético de San Luis | 2019-20            | 2019-20          | 7                       | 7                   | 0       | San Luis Potosí, San Luis Potosí | Alfonso Lastras        | 30.000                    |
| Club América         | 1943-44            | 1943-44          | 108                     | 108                 | 13      | Cidade do México                 | Azteca                 | 87.000                    |
| Cruz Azul            | 1964-65            | 1964-65          | 87                      | 87                  | 9       | Cidade do México                 | Azteca                 | 87.000                    |
| Guadalajara          | 1943-44            | 1943-44          | 108                     | 108                 | 12      | Zapopan, Jalisco                 | Omnilife               | 49.850                    |
| Juárez               | 2019-20            | 2019-20          | 7                       | 7                   | 0       | León, Guanajuato                 | León                   | 31.297                    |
| León                 | 1944-45            | 2012-13          | 21                      | 84                  | 8       | Ciudad Juárez, Chihuahua         | Olímpico Benito Juárez | 19.703                    |
| Mazatlán             | 2020-21            | 2020-21          | 5                       | 5                   | 0       | Monterrey, Nuevo León            | Estadio BBVA Bancomer  | 53.500[carece de fontes?] |
| Monterrey            | 1945-46            | 1960-61          | 91                      | 93                  | 5       | Mazatlán, Sinaloa                | Mazatlán               | 25.000                    |
| Necaxa               | 1950-51            | 2016-17          | 13                      | 78                  | 3       | Aguascalientes, Aguascalientes   | Victoria               | 25.994                    |
| Pachuca              | 1967-68            | 1998-99          | 49                      | 59                  | 7       | Pachuca de Soto, Hidalgo         | Hidalgo                | 30.000                    |
| Puebla               | 1944-45            | 2007-08          | 31                      | 88                  | 2       | Puebla de Zaragoza, Puebla       | Cuauhtémoc             | 51.726                    |
| Pumas UNAM           | 1962-63            | 1962-63          | 89                      | 89                  | 7       | Cidade do México                 | Olímpico Universitario | 72.000                    |
| Querétaro            | 1990-91            | 2009-10          | 27                      | 37                  | 0       | Querétaro, Querétaro             | Corregidora            | 35.575                    |
| Santos Laguna        | 1988-89            | 1988-89          | 61                      | 61                  | 6       | Torreón, Coahuila                | Corona                 | 30.000                    |
| Tigres UANL          | 1974-75            | 1997-98          | 51                      | 74                  | 8       | Monterrey, Nuevo León            | Universitario          | 41.615                    |
| Tijuana              | 2011-12            | 2011-12          | 23                      | 23                  | 1       | Tijuana, Baja California         | Caliente               | 27.333                    |
| Toluca               | 1953-54            | 1953-54          | 98                      | 98                  | 10      | Toluca, Estado de México         | Nemesio Díez           | 30.000                    |

## Lista de campeões

### Sistema de pontos corridos (1943–1970)
| Temporada  | Campeão            | Vice-campeão       | Treinador vencedor        |
| ---------- | ------------------ | ------------------ | ------------------------- |
| 1943–1944  | Asturias           | Real Club España   | Ernest Pauler             |
| 1944–1945  | Real Club España   | Puebla             | Rodolfo Muñoz             |
| 1945–1946  | Veracruz           | Atlante            | Enrique Palomini          |
| 1946–1947  | Atlante            | León               | Luis Grocz                |
| 1947–1948  | León               | Club Deportivo Oro | José Maria Casullo        |
| 1948–1949  | León [2]           | Atlas              | José Maria Casullo [2]    |
| 1949–1950  | Veracruz [2]       | Atlante            | Juan Luque de Serrallonga |
| 1950–1951  | Atlas              | Atlante            | Eduardo Valdatti          |
| 1951–1952  | León [3]           | Guadalajara        | Antonio López Herranz     |
| 1952–1953  | Tampico Madero     | Zacatepec          | Joaquín Urquiaga          |
| 1953–1954  | Marte              | Club Deportivo Oro | Ignacio Trelles           |
| 1954–1955  | Zacatepec          | Guadalajara        | Ignacio Trelles [2]       |
| 1955–1956  | León [4]           | Club Deportivo Oro | Antonio López Herranz [2] |
| 1956–1957  | Guadalajara        | Toluca             | Donaldo Ross              |
| 1957–1958  | Zacatepec [2]      | Toluca             | Ignacio Trelles [3]       |
| 1958–1959  | Guadalajara [2]    | León               | Árpád Fekete              |
| 1959–1960  | Guadalajara [3]    | América            | Árpád Fekete [2]          |
| 1960–1961  | Guadalajara [4]    | Club Deportivo Oro | Javier de la Torre        |
| 1961–1962  | Guadalajara [5]    | América            | Javier de la Torre [2]    |
| 1962–1963  | Club Deportivo Oro | Guadalajara        | Árpád Fekete [3]          |
| 1963–1964  | Guadalajara [6]    | América            | Javier de la Torre [3]    |
| 1964–1965  | Guadalajara [7]    | Club Deportivo Oro | Javier de la Torre [4]    |
| 1965–1966  | América            | Atlas              | Roberto Scarone           |
| 1966–1967  | Toluca             | América            | Ignacio Trelles [4]       |
| 1967–1968  | Toluca [2]         | UNAM               | Ignacio Trelles [5]       |
| 1968–1969  | Cruz Azul          | Guadalajara        | Raúl Cárdenas             |
| 1969–1970  | Guadalajara [8]    | Cruz Azul          | Javier de la Torre [5]    |
| México '70 | Cruz Azul [2]      | Guadalajara        | Raúl Cárdenas [2]         |

### Sistema de pontos e eliminatórias (1970–1996)
| Temporada | Campeão         | Vice-campeão               | Treinador vencedor         | Maior pontuação      |
| --------- | --------------- | -------------------------- | -------------------------- | -------------------- |
| 1970–1971 | América [2]     | Toluca                     | José Antonio Roca          | América (44 pts)     |
| 1971–1972 | Cruz Azul [3]   | América                    | Raúl Cárdenas [3]          | Cruz Azul (51 pts)   |
| 1972–1973 | Cruz Azul [4]   | León                       | Raúl Cárdenas [4]          | Cruz Azul (46 pts)   |
| 1973–1974 | Cruz Azul [5]   | Atlético Español           | Raúl Cárdenas [5]          | Cruz Azul (49 pts)   |
| 1974–1975 | Toluca [3]      | León                       | Ricardo de León            | León (51 pts)        |
| 1975–1976 | América [3]     | Universidad de Guadalajara | Raúl Cárdenas [6]          | América (53 pts)     |
| 1976–1977 | UNAM            | Universidad de Guadalajara | Jorge Marik                | UNAM (50 pts)**      |
| 1977–1978 | Tigres UANL     | UNAM                       | Carlos Miloc               | América (51 pts)     |
| 1978–1979 | Cruz Azul [6]   | UNAM                       | Ignacio Trelles [6]        | Cruz Azul (51 pts)   |
| 1979–1980 | Cruz Azul [7]   | Tigres UANL                | Ignacio Trelles [7]        | América (57 pts)     |
| 1980–1981 | Pumas UNAM [2]  | Cruz Azul                  | Bora Milutinović           | Tecos UAG (51 pts)   |
| 1981–1982 | Tigres UANL [2] | Atlante                    | Carlos Miloc [2]           | Atlante (53 pts)     |
| 1982–1983 | Puebla          | Guadalajara                | Manuel Lapuente            | América (61 pts)     |
| 1983–1984 | América [4]     | Guadalajara                | Carlos Reinoso             | América (51 pts)     |
| 1984–1985 | América [5]     | UNAM                       | Miguel Ángel López         | UNAM (55 pts)        |
| PRODE 85  | América [6]     | Tampico Madero             | Miguel Ángel López [2]     | Puebla (13 pts)      |
| Mexico 86 | Monterrey       | Tampico Madero             | Francisco Avilán           | Monterrey (29 pts)   |
| 1986–1987 | Guadalajara [9] | Cruz Azul                  | Alberto Guerra             | Guadalajara (55 pts) |
| 1987–1988 | América [7]     | UNAM                       | Jorge Vieira               | América (55 pts)     |
| 1988–1989 | América [8]     | Cruz Azul                  | Jorge Vieira [2]           | Puebla (53 pts)      |
| 1989–1990 | Puebla [2]      | Universidad de Guadalajara | Manuel Lapuente [2]        | América (48 pts)     |
| 1990–1991 | UNAM [3]        | América                    | Miguel Mejía Barón         | UNAM (55 pts)        |
| 1991–1992 | León [5]        | Puebla                     | Víctor Manuel Vucetich     | Atlante (50 pts)     |
| 1992–1993 | Atlante [2]     | Monterrey                  | Ricardo La Volpe           | Necaxa (54 pts)      |
| 1993–1994 | Tecos UAG       | Santos Laguna              | Víctor Manuel Vucetich [2] | Tecos UAG (51 pts)   |
| 1994–1995 | Necaxa          | Cruz Azul                  | Manuel Lapuente [3]        | Guadalajara (52 pts) |
| 1995–1996 | Necaxa [2]      | Atlético Celaya            | Manuel Lapuente [4]        | Cruz Azul (56 pts)   |

** Decidido pelo saldo de gols

### Sistema deAperturaeClausura(1996–presente)
| Temporada         | Campeão                                     | Vice-campeão                                | Treinador vencedor                          | Maior pontuação                             |
| ----------------- | ------------------------------------------- | ------------------------------------------- | ------------------------------------------- | ------------------------------------------- |
| Invierno 1996     | Santos Laguna                               | Necaxa                                      | Alfredo Tena                                | Atlante (38 pts)                            |
| Verano 1997       | Guadalajara [10]                            | Toros Neza                                  | Ricardo Ferretti                            | América (37 pts)                            |
| Invierno 1997     | Cruz Azul [8]                               | León                                        | Luis Fernando Tena                          | León (32 pts)                               |
| Verano 1998       | Toluca [4]                                  | Necaxa                                      | Enrique Meza                                | Toluca (33 pts)                             |
| Invierno 1998     | Necaxa [3]                                  | Guadalajara                                 | Raúl Arias                                  | Cruz Azul (40 pts)                          |
| Verano 1999       | Toluca [5]                                  | Atlas                                       | Enrique Meza [2]                            | Toluca (39 pts)                             |
| Invierno 1999     | Pachuca                                     | Cruz Azul                                   | Javier Aguirre                              | Atlas (38 pts)                              |
| Verano 2000       | Toluca [6]                                  | Santos Laguna                               | Enrique Meza [3]                            | Toluca (40 pts)                             |
| Invierno 2000     | Morelia                                     | Toluca                                      | Luis Fernando Tena [2]                      | Cruz Azul (33 pts)                          |
| Verano 2001       | Santos Laguna [2]                           | Pachuca                                     | Fernando Quirarte                           | América (28 pts)                            |
| Invierno 2001     | Pachuca [2]                                 | Tigres UANL                                 | Alfredo Tena [2]                            | Tigres UANL (36 pts)                        |
| Verano 2002       | América [9]                                 | Necaxa                                      | Manuel Lapuente [5]                         | La Piedad (37 pts)                          |
| Apertura 2002     | Toluca [7]                                  | Morelia                                     | Alberto Jorge                               | América (43 pts)                            |
| Clausura 2003     | Monterrey [2]                               | Morelia                                     | Daniel Passarella                           | Morelia (35 pts)                            |
| Apertura 2003     | Pachuca [3]                                 | Tigres UANL                                 | Víctor Manuel Vucetich [3]                  | Tigres UANL (38 pts)                        |
| Clausura 2004     | Pumas UNAM [4]                              | Guadalajara                                 | Hugo Sánchez                                | Jaguares de Chiapas (42 pts)                |
| Apertura 2004     | Pumas UNAM [5]                              | Monterrey                                   | Hugo Sánchez [2]                            | Veracruz (35 pts)                           |
| Clausura 2005     | América [10]                                | Tecos UAG                                   | Mario Carrillo                              | Morelia (35 pts)                            |
| Apertura 2005     | Toluca [8]                                  | Monterrey                                   | Américo Gallego                             | América (38 pts)                            |
| Clausura 2006     | Pachuca [4]                                 | San Luis                                    | José Luis Trejo                             | Pachuca (31 pts)                            |
| Apertura 2006     | Guadalajara [11]                            | Deportivo Toluca                            | José Manuel de la Torre                     | Cruz Azul (30 pts)                          |
| Clausura 2007     | Pachuca [5]                                 | América                                     | Enrique Meza [4]                            | Pachuca (39 pts)                            |
| Apertura 2007     | Atlante [3]                                 | Pumas UNAM                                  | José Guadalupe Cruz                         | Santos Laguna (38 pts)                      |
| Clausura 2008     | Santos Laguna [3]                           | Cruz Azul                                   | Daniel Guzmán                               | Guadalajara (33 pts)                        |
| Apertura 2008     | Toluca [9]                                  | Cruz Azul                                   | José Manuel de la Torre [2]                 | San Luis (29 pts)                           |
| Clausura 2009     | Pumas UNAM [6]                              | Pachuca                                     | Ricardo Ferretti [2]                        | Pachuca (36 pts)                            |
| Apertura 2009     | Monterrey [3]                               | Cruz Azul                                   | Víctor Manuel Vucetich [4]                  | Toluca (35 pts)                             |
| Bicentenário 2010 | Toluca [10]                                 | Santos Laguna                               | José Manuel de la Torre [3]                 | Monterrey (36 pts)                          |
| Apertura 2010     | Monterrey [4]                               | Santos Laguna                               | Víctor Manuel Vucetich [5]                  | Cruz Azul (39 pts)                          |
| Clausura 2011     | Pumas UNAM [7]                              | Morelia                                     | Guillermo Vázquez                           | Tigres UANL (35 pts)                        |
| Apertura 2011     | Tigres UANL [3]                             | Santos Laguna                               | Ricardo Ferretti [3]                        | Guadalajara (30 pts)                        |
| Clausura 2012     | Santos Laguna [4]                           | Monterrey                                   | Benjamín Galindo                            | Santos Laguna (36 pts)                      |
| Apertura 2012     | Tijuana                                     | Toluca                                      | Antonio Mohamed                             | Toluca (34 pts)                             |
| Clausura 2013     | América [11]                                | Cruz Azul                                   | Miguel Herrera                              | Tigres UANL (35 pts)                        |
| Apertura 2013     | León [6]                                    | América                                     | Gustavo Matosas                             | América (37 pts)                            |
| Clausura 2014     | León [7]                                    | Pachuca                                     | Gustavo Matosas [2]                         | Cruz Azul (36 pts)                          |
| Apertura 2014     | América [12]                                | Tigres UANL                                 | Antonio Mohamed [2]                         | América (31 pts)                            |
| Clausura 2015     | Santos Laguna [5]                           | Querétaro                                   | Pedro Caixinha                              | Tigres UANL (29 pts)                        |
| Apertura 2015     | Tigres UANL [4]                             | Pumas UNAM                                  | Ricardo Ferretti [4]                        | Pumas UNAM (35 pts)                         |
| Clausura 2016     | Pachuca [6]                                 | Monterrey                                   | Diego Alonso                                | Monterrey (37 pts)                          |
| Apertura 2016     | Tigres UANL [5]                             | América                                     | Ricardo Ferretti [5]                        | Tijuana (33 pts)                            |
| Clausura 2017     | Guadalajara [12]                            | Tigres UANL                                 | Matías Almeyda                              | Tijuana (31 pts)                            |
| Apertura 2017     | Tigres UANL [6]                             | Monterrey                                   | Ricardo Ferretti [6]                        | Monterrey (37 pts)                          |
| Clausura 2018     | Santos Laguna [6]                           | Toluca                                      | Robert Siboldi                              | Toluca (36 pts)                             |
| Apertura 2018     | América [13]                                | Cruz Azul                                   | Miguel Herrera [2]                          | Cruz Azul (36 pts)                          |
| Clausura 2019     | Tigres UANL [7]                             | León                                        | Ricardo Ferretti [7]                        | León (41 pts)                               |
| Apertura 2019     | Monterrey [5]                               | América                                     | Antonio Mohamed [3]                         | Santos Laguna (37 pts)                      |
| Clausura 2020     | Não realizado devido a pandemia de COVID-19 | Não realizado devido a pandemia de COVID-19 | Não realizado devido a pandemia de COVID-19 | Não realizado devido a pandemia de COVID-19 |
| Apertura 2020     | León [8]                                    | Pumas UNAM                                  | Ignacio Ambriz                              | León (40 pts)                               |
| Clausura 2021     | Cruz Azul [9]                               | Santos Laguna                               | Juan Reynoso                                | Cruz Azul (41 pts)                          |
| Apertura 2021     | Atlas [2]                                   | León                                        | Diego Cocca                                 | América (35 pts)                            |
| Clausura 2022     | Atlas [3]                                   | Pachuca                                     | Diego Cocca [2]                             | Pachuca(38 pts)                             |
| Apertura 2022     | Pachuca [7]                                 | Toluca                                      | Guilhermo Almada                            | América (38 pts)                            |
| Clausura 2023     | Tigres UANL [8]                             | Guadalajara                                 | Robert Siboldi                              | Monterrey (40 pts)                          |
| Apertura 2023     | América [14]                                | Tigres UANL                                 | André Jardine                               | América (40 pts)                            |
| Clausura 2024     | América [15]                                | Cruz Azul                                   | André Jardine [2]                           | América (35 pts)                            |
| Apertura 2024     | América [16]                                | Monterrey                                   | André Jardine [3]                           | Cruz Azul (42 pts)                          |

## Títulos por clube
| Clube               | Campeões | Temporada |
| ------------------- | -------- | --- |
| América             | 16       | 1965-66, 1970-71, 1975-76, 1983-84, 1984-85, Prode 85, 1987-88, 1988-89, 2002-V, 2005-C, 2013-C, 2014-A, 2018-A, 2023-A, 2024-C, 2024-A |
| Guadalajara         | 12       | 1956-57, 1958–59, 1959–60, 1960–61, 1961–62, 1963–64, 1964–65, 1969–70, 1986–87, 1997-V, 2006-A, 2017-C                                 |
| Toluca              | 11       | 1966-67, 1967–68, 1974–75, 1998-V, 1999-V, 2000-V, 2002-A, 2005-A, 2008-A, Bicentenario 2010, 2025-C                                    |
| Cruz Azul           | 9        | 1968-69, Mexico 70, 1971–72, 1972–73, 1973–74, 1978–79, 1979–80, 1997-I, Guard1anes 2021-C                                              |
| León                | 8        | 1947-48, 1948–49, 1951–52, 1955–56, 1991–92, 2013-A, 2014-C, Guard1anes 2020-A                                                          |
| Tigres UANL         | 8        | 1977-78, 1981–82, 2011-A, 2015-A, 2016-A, 2017-A, 2019-C, 2023-C                                                                        |
| Pachuca             | 7        | 1999-I, 2001-I, 2003-A, 2006-C, 2007-C, 2016-C, 2022-A                                                                                  |
| Pumas UNAM          | 7        | 1976-77, 1980–81, 1990–91, 2004-C, 2004-A, 2009-C, 2011-C                                                                               |
| Santos Laguna       | 6        | 1996-I, 2001-V, 2008-C, 2012-C, 2015-C, 2018-C                                                                                          |
| Monterrey           | 5        | Mexico 86, 2003-C, 2009-A, 2010-A 2019-A                                                                                                |
| Atlante†            | 3        | 1946-47, 1992–93, 2007-A |
| Necaxa              | 3        | 1994-95, 1995–96, 1998-I |
| Atlas               | 3        | 1950-51, 2021-A, 2022-C |
| Puebla              | 2        | 1982-83, 1989–90 |
| Zacatepec†          | 2        | 1954-55, 1957–58 |
| Veracruz†           | 2        | 1945-46, 1949–50 |
| Tijuana             | 1        | 2012-A |
| Morelia†            | 1        | 2000-I |
| Tecos UAG†          | 1        | 1993-94 |
| Club Deportivo Oro† | 1        | 1962-63 |
| Marte†              | 1        | 1953-54 |
| Tampico Madero†     | 1        | 1952-53 |
| Real Club España†   | 1        | 1944-45 |
| Asturias†           | 1        | 1943-44 |

† Equipe que não atua mais na Primeira Divisão.

## Promoção e rebaixamento
| Clube                   | Promoções                                       | Rebaixamentos                                   |
| ----------------------- | ----------------------------------------------- | ----------------------------------------------- |
| Zacatepec               | 5 (1950–51, 1962–63, 1969–70, 1977–78, 1983–84) | 5 (1961–62, 1965–66, 1976–77, 1982–83, 1984–85) |
| Pachuca                 | 4 (1966–67, 1991–92, 1995–96, 1997–98)          | 3 (1972–73, 1992–93, 1996–97)                   |
| Querétaro               | 4 (México '86, 1989–90, 2005–06, 2009–10)       | 3 (1993–94, 2006–07, 2012–13*)                  |
| Irapuato                | 4 (1953–54, 1984–85, 1999–00*, 2002–03)         | 2 (1971–72, 1990–91)                            |
| Atlas                   | 3 (1954–55, 1971–72, 1978–79)                   | 3 (1953–54, 1970–71, 1977–78)                   |
| San Luis                | 3 (1970–71, 2001–02, 2004–05)                   | 2 (1973–74, 2002–03)                            |
| Puebla                  | 3 (1969–70, 1998–99, 2006–07)                   | 2 (1998–99, 2004–05)                            |
| Veracruz                | 2 (1963–64, 2001–02)                            | 5 (1951–52, 1978–79, 1997–98, 2007–08, 2018–19) |
| Atlante                 | 2 (1976–77, 1990–91)                            | 3 (1975–76, 1989–90, 2013–14)                   |
| Unión de Curtidores     | 2 (1982–83, 1998–99*)                           | 2 (1980–81, 1983–84)                            |
| Real Zamora             | 2 (1954–55, 1956–57)                            | 2 (1955–56, 1959–60)                            |
| Tampico Madero          | 2 (1964–65, 1972–73)                            | 2 (1966–67, 1974–75)                            |
| León                    | 2 (1989–90, 2011–12)                            | 2 (1986–87, 2001–02)                            |
| Sinaloa                 | 2 (2003–04, 2014–15)                            | 2 (2005–06, 2015–16)                            |
| Necaxa                  | 2 (2009–10*, 2015–16)                           | 2 (2008–09, 2010–11)                            |
| Monterrey               | 2 (1955–56,1959–60)                             | 1 (1956–57)                                     |
| Morelia                 | 2 (1956–57, 1980–81)                            | 1 (1967–68)                                     |
| UANL                    | 2 (1973–74, 1996–97*)                           | 1 (1995–96)                                     |
| La Piedad               | 2 (2000–01, 2012–13*)                           | —                                               |
| UAT                     | 1 (1986–87)                                     | 1 (1994–95)                                     |
| Atlético Potosino       | 1 (1974–75)                                     | 1 (1988–89)                                     |
| Indios de Ciudad Juárez | 1 (2007–08)                                     | 1 (2009–10)                                     |
| Toros Neza              | 1 (1988–89)                                     | 1 (1999–00)                                     |
| Tecos                   | 1 (1974–75)                                     | 1 (2011–12)                                     |
| UdeG                    | 1 (2013–14)                                     | 1 (2014–15)                                     |
| BUAP                    | 1 (2016–17)                                     | 1 (2017–18*)                                    |
| Tijuana                 | 1 (2010–11)                                     | —                                               |
| Tapachula               | 1 (2017–18*)                                    | —                                               |
| Atlético de San Luis    | 1 (2018–19*)                                    | —                                               |
| Oro                     | —                                               | 1 (1979–80)                                     |
| Chiapas                 | —                                               | 1 (2016–17)                                     |

Notas:
- 1976-77: O Tampico Madero comprou o lugar do San Luis na primeira divisão.
- 1977-78: O Deportivo Neza comprou o San Isidro Laguna e ficou com o seu lugar.
- 1981-82: O Tampico Madero comprou o Atletas Campesinos e ficou com a sua vaga.
- 1983-84: O Ángeles de Puebla comprou o Oaxtepec e ficou com a sua vaga.
- 1988-89: O Veracruz comprou o Potros Neza e ficou com a sua vaga.
- 1992-93: A U.T. Neza muda seu nome para Toros Neza.
- 1996-97: O Tigres UANL ganhou a promoção automática por ter vencido os dois torneios.
- 1998-99: O Puebla comprou o Unión de Curtidores e assumiu o seu lugar.
- 1999-00: O Irapuato conseguiu a promoção automática ao vencer os dois torneios.
- 2009-10: O Necaxa ganhou a promoção automática ao vencer os dois torneios.
- 2012-13: O Chiapas mudou-se para Querétaro, passando a chamar-se Querétaro.
- 2012-13: O Veracruz comprou o lugar do Reboceros de La Piedad na primeira divisão.
- 2017-18: O Tapachula ganhou a promoção à Liga MX, mas não foi certificado para ser promovido à Liga MX.
- 2018-19: O Atlético de San Luis ganhou a promoção automática por ter vencido os dois torneios.